# Pjotr Iljitsj Tsjaikovski
Pjotr Iljitsj Tsjaikovski (Russisch: Пётр Ильи́ч Чайко́вский) (Votkinsk, 7 mei 1840 – Sint-Petersburg, 6 november 1893) was een Russisch componist, die geldt als een van de grootste componisten uit de tijd van de hoogromantiek. Hij was de eerste Russische componist wiens muziek buiten Rusland een blijvende indruk zou maken. Tsjaikovski schreef een aantal van de populairste muziekwerken in het klassieke repertoire, zoals de balletten Het zwanenmeer en De notenkraker, de Ouverture 1812, de opera Jevgeni Onegin, de Vierde, Vijfde en Zesde symfonie, het Eerste pianoconcert en het Vioolconcert.
Hoewel Tsjaikovski met zijn studie aan het jonge Conservatorium van Sint-Petersburg zich de westerse muziekleer eigen maakte, wilde hij uiting geven aan de typisch Russische mentaliteit. Zo maakte hij graag gebruik van Russische volksmelodieën. De Russische cultuur vertoonde in de negentiende eeuw een gespleten karakter, met zowel inheemse als overgenomen elementen die sinds de tijd van Peter de Grote ver uit elkaar lagen. Het resulteerde in onzekerheid onder de intelligentsia over de nationale identiteit van het land, iets dat weerslag had in de carrière van Tsjaikovski.
Ondanks zijn grote successen werd het leven van Tsjaikovski gekenmerkt door persoonlijke crises. Dit wordt onder meer toegeschreven aan de vroege scheiding van zijn moeder, de dood van zijn goede vriend en collega Nikolaj Rubinstein, zijn mislukte huwelijk, en de beëindiging van zijn 13-jarige samenwerking met de rijke patrones Nadezjda von Meck. Hij stierf geheel onverwacht negen dagen na de première van zijn uiterst sombere Zesde symfonie Pathétique, waarschijnlijk aan cholera. 

## Leven en werk
Pjotr Tsjaikovski werd geboren in Votkinsk, een klein stadje in het huidige Oedmoertië, dat vroeger deel uitmaakte van de provincie Vjatka van het Keizerrijk Rusland. Hij groeide op in een middenklassegezin als tweede zoon van lliá Petrovitsj Tsjaikovski. Zijn vader was directeur van een mijnfabriek. Zijn ouders hadden interesse voor muziek. Tsjaikovski was eerst ambtenaar, ging muziek studeren aan het Conservatorium van Sint-Petersburg en werd toen leraar aan het Conservatorium van Moskou dat net was geopend. Tegen de zomer van 1867 had hij zijn eerste pianostukken geschreven en liet ze publiceren. Een rijke bewonderaarster, gravin Nadezjda Filaretovna von Meck, bood hem in 1877 de mogelijkheid zijn leven geheel aan het componeren te wijden. Jarenlang onderhielden zij een innige briefwisseling, maar Tsjaikovski heeft haar nooit willen ontmoeten. In 1890 zette de gravin haar financiële steun om onduidelijke redenen stop. Een onbewezen theorie is dat zij zich niet kon verenigen met zijn seksuele geaardheid.
In de lente van 1877 kreeg Tsjaikovski een brief met een liefdesverklaring van  zijn leerlinge Antonina Miljoekova. In juli 1877 trouwde het paar in de  (sinds de jaren 1930 verdwenen) Sint-Joriskerk in de Malaja Nikitskaja straat in het district Presnenski in Moskou. Na hun huwelijksreis naar Sint-Petersburg was de totaal voor het huwelijk ongeschikte Tsjaikovski de instorting nabij.  Met geleend geld van Nadezjda vluchtte hij eerst - onder het mom van een retraite voor een zenuwziekte - naar Kamenka. Nadien liet hij zich door vrienden naar het Conservatorium van Sint-Petersburg roepen. Nikolaj Rubinstein werd tevergeefs ingeschakeld om Antonina te overtuigen van Tsjaikovski te scheiden. Er ontwikkelde zich bij haar een geestesziekte. In 1896 werd ze krankzinnig verklaard en in een instelling opgesloten, waar ze in 1917 stierf.
Tsjaikovski reisde veel, werd overal geëerd, maar was een eenzelvig en eenzaam mens. Hij overleed op 53-jarige leeftijd aan cholera in Sint-Petersburg. Er wordt echter steeds weer aan deze doodsoorzaak getwijfeld. Het gerucht dat hij zelfmoord gepleegd zou hebben door opzettelijk besmet water te drinken, is hardnekkig. De onbewezen theorie dat hij dit gedaan zou hebben na een veroordeling door een 'ereraad' van voormalige studievrienden op beschuldiging van 'liederlijk' (homoseksueel) gedrag dat niet naar buiten mocht komen, heeft fervente aanhangers en bestrijders en is ook in literaire fictie verwerkt. Zijn broer Modest, die een biografie over hem uitbracht, zou hebben getracht de zelfmoord geheim te houden.
Naast zeven symfonieën (inclusief Manfred) schreef hij onder meer symfonische gedichten, tien opera's (waarvan hij één vernietigde), pianowerken, kamermuziek, liederen en vioolmuziek. Tsjaikovski slaagde erin om invloeden uit de West-Europese klassieke muziek succesvol te verbinden met de Russische muziek. Zijn muzikale voorkeur ging uit naar Mozart en Mendelssohn. Zijn werken zijn ook geliefd vanwege de zeer welluidende orkestratie en de rijkdom aan melodieën. Tsjaikovski verwerkte in een aantal composities op bijzondere wijze de wals, niet alleen in zijn balletten, maar ook in zijn symfonieën. Zijn muziek werd door sommige land- en tijdgenoten, in het bijzonder de nationalistisch-Russische componisten van Het Machtige Hoopje, als (te) westers bestempeld.

De jonge Tsjaikovski
Thema van het eerste deel van het Eerste pianoconcert
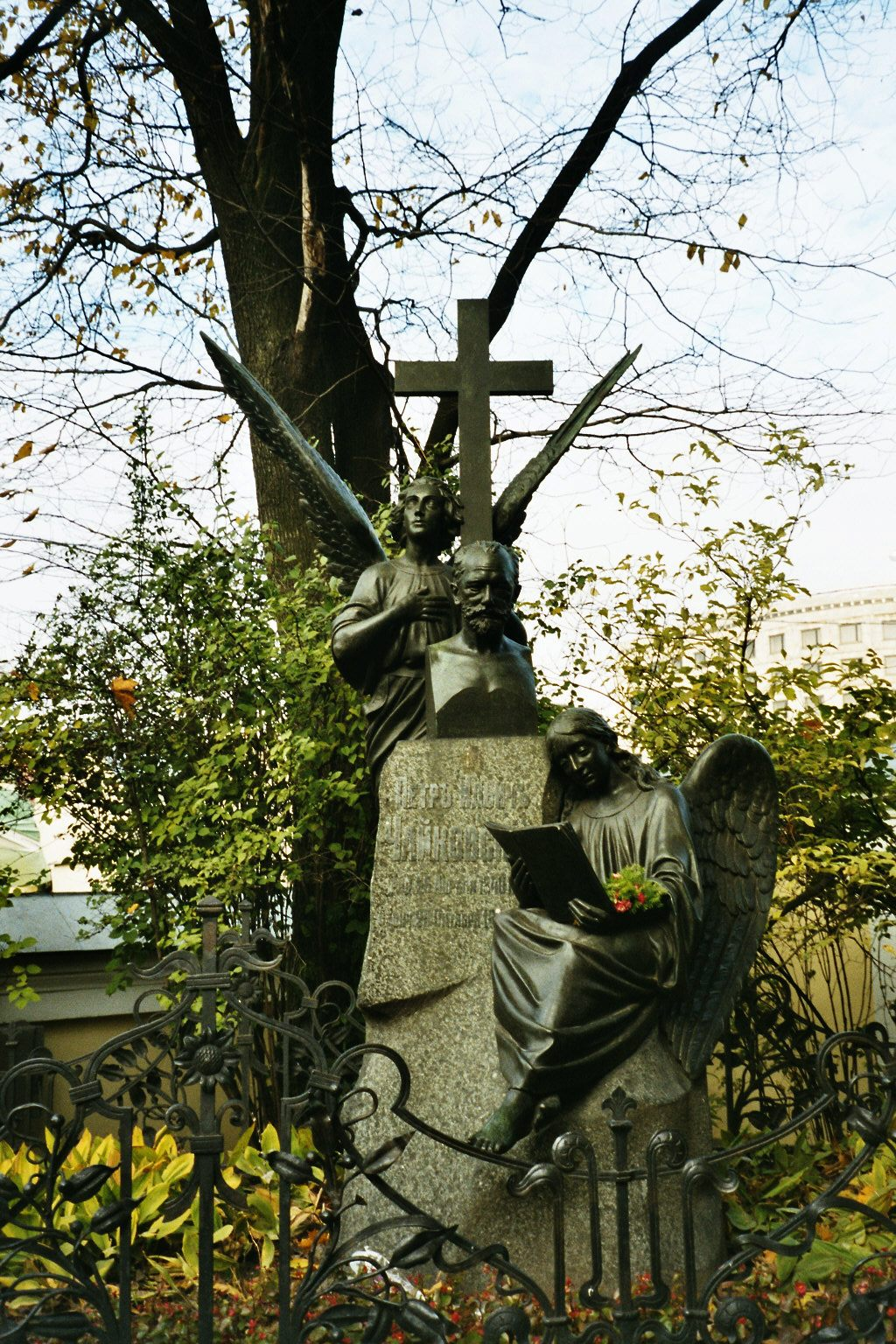
Graf van Tsjaikovski op de Tichvin-begraafplaats van het Alexander Nevski-klooster, Sint-Petersburg

## Composities

### Opera's
- Droom op de Volga (Воевода, Vojevoda), opus 3 (1867-1868)
- Ondine (Ундина) (vernietigd) (1869)
- De Lijfwacht (Опричник, Opritsjnik) (1870-1872)
- De Pantoffeltjes (Черевички, Tsjerevitsjki) (1885, oorspronkelijke versie 1874: Vakoela de Smid) op. 14
- Jevgeni Onegin (Евгений Онегин), op. 24 (1877-1878)
- De Maagd van Orléans (Орлеанская дева, Orleanskaja Deva) (1878-1879, herzien in 1882)
- Mazeppa (Мазепа) (1881-1883), naar Poesjkin
- De Tovenares (Чародейка, Tsjarodejka) (1885-1887)
- Pique Dame of Schoppenvrouw (Пиковая дама, Pikovaja Dama), op. 68 (1890)
- Iolanta (Иоланта), op. 69 (1891)

### Balletmuziek
- Het zwanenmeer, op. 20 (1877)
- De Schone Slaapster (Doornroosje), op. 66 (1890)
- De notenkraker (Щелкунчик, Sjtsjelkoentsjik), op. 71 (1891-1892)

### Toneelmuziek
- Toneelmuziek voor De verkeerde Dmitri en Vassili Schoeiski van Ostrovski (inleiding en mazurka) (1867)
- Toneelmuziek voor De kapper van Sevilla naar Beaumarchais (1872)
- Toneelmuziek op. 12 voor Sneeuwvlokjes van Ostrovski (1873)
- Toneelmuziek voor De droom van de Wolga van Ostrovski, monoloog met houtblazers, harp en strijkorkest (1886)
- Toneelmuziek op. 67a voor Hamlet naar Shakespeare voor kamerorkest (1891)

### Orkestwerken

#### Symfonieën
- Symfonie nr. 1 in g-mineur, op. 13 (Winterdagdromen) (1866, herzien in 1874)
- Symfonie nr. 2 in c-mineur, op. 17 (Klein-Russische) (1872, herzien in 1879-1880)
- Symfonie nr. 3 in D-majeur, op. 29 (Poolse) (1875)
- Symfonie nr. 4 in f-mineur, op. 36 (1877-1878)
- Manfred-symfonie (zonder nummer) in b-mineur, op. 58 (1885) naar het leesdrama Manfred van Lord Byron
- Symfonie nr. 5 in e-mineur, op. 64 (1888)
- Symfonie nr. 6 in b-mineur, op. 74 (Pathétique) (1893)
- Onvoltooide symfonie in Es-majeur (1892), waarvan het eerste deel door Tsjaikovski verwerkt in het Pianoconcert nr. 3, op. 75.[6]

#### Orkestsuites
- Suite nr. 1 in D-groot, op. 43 (1878-1879)
- Suite nr. 2 in C-groot, op. 53 (Suite charactéristique) (1883)
- Suite nr. 3 in G-groot, op. 55 (1884)
- Suite nr. 4 in G-groot, op. 61 (Mozartiana) (1887)

#### Andere orkestwerken
- Allegro vivo in E-groot – voor kamerorkest (1863-1864)
- Allegro ma non tanto in G-groot – voor strijkorkest (1863-1864)
- Andante ma non troppo/Allegro moderato in A-groot – voor kamerorkest (1863-1864)
- Agitatio/Allegro in c-klein – voor kamerorkest (1863-1864)
- Concertouverture in c-klein (1865-1866)
- Ouverture in F-groot – (1865) voor kamerorkest, (1866) voor symfonieorkest
- Deense ouverture in D-groot – op. 15 over het Deense volkslied (1866)
- Ouverture Het onweer in e-klein – opus posthumus 76 – bij Ostrovskis Drama (1866-1867)
- Symfonisch Gedicht Noodlot in g-klein – op. posth. 77 (1868)
- Fantasie-Ouverture Romeo en Julia naar Shakespeare (1869, omgewerkt in 1870 en 1880)
- Fantasie De storm in f-klein - op. 18 – naar Shakespeare (1873)
- Suite uit het ballet Het zwanenmeer – op. 20a (1876)
- Slavische mars in bes-klein – op. 31 (1876)
- Fantasie Francesca da Rimini in e-klein - op. 32 – naar Dante (1876-1877)
- Capriccio Italien op. 45 (1880)[7]
- Serenade in C-groot - op. 48 – voor strijkorkest (1880)
- Ouverture solennelle 1812 op. 49 – feestouverture (1880, Finale voor pianosolo)
- Kroningsmars in D-groot (1883)
- Elegie ter ere van I.V. Samarin in G-groot (1884)
- Marche solennelle (Juristenmars) in D-groot (1885) – geschreven en opgedragen aan de Juristenschool
- Fantasie-Ouverture Hamlet in f-klein - op. 67 – naar Shakespeare (1888)
- Symfonische ballade Vojevoda in a-klein – op. posth. 78 (1891)
- Suite uit het ballet De notenkraker – op. 71a (1892)

#### Orkestwerken met solo-instrument(en)
- Concertstuk voor twee dwarsfluiten en strijkorkest (1863-1864)
- Concerto voor piano nr. 1 in bes-klein, op. 23 (1874-1875)
- Sérénade mélancolique - in bes-klein voor viool en orkest, op. 26 (1875)
- Variaties op een Rococothema voor violoncello en orkest, op. 33 (1876/1877)
- Valse-Scherzo in C-groot - voor viool en orkest, op. 34 (1878)
- Concert voor viool in D-groot, op. 35 (1878)
- Souvenir d’un lieu cher voor viool en orkest - op. 42a – drie stukken oorspronkelijk voor viool en piano in een geautoriseerde orkestratie door Aleksandr Glazoenov (1878)
- Concert voor piano nr. 2 in G-groot - op. 44 (1879-1880, herzien in 1893)
- Concertfantasie voor piano en orkest in G-groot - op. 56 (1884)
- Pezzo Capriccioso voor violoncello en orkest in b-klein - op. 62 (1887)
- Andante cantabile voor violoncello en strijkorkest, eigen bewerking van het tweede deel van het strijkkwartet nr. 1 (1888?)
- Nocturne voor violoncello en orkest, eigen bewerking van op. 19 nr. 4 (1888)
- Concert voor piano nr. 3 in Es-groot - op. 75 (1893): het eerste deel werd door Tsjaikovski volledig geïnstrumenteerd, van het tweede en derde deel bestaat alleen een 'uitwerkversie' voor twee piano's. Beide delen werden door Sergej Tanejev geïnstrumenteerd.

#### Orkestwerken met zang (solo/solisten en/of koor)
- Op de komende slaap in c-klein - voor gemengd koor en orkest (1863/1864)
- Aan de Vreugde - cantate voor solostemmen, koor en orkest – naar Schillers Ode an die Freude (1865)
- Cantate ter nagedachtenis van de 200ste geboortedag van Tsaar Peter de Grote – voor tenor-solo, gemengd koor en orkest (1872)
- Cantate bij het 50-jarig jubileum van O.A. Petrow – voor tenor, gemengd koor en orkest, naar N.A.Nekrassow (1875)
- Moskou – kroningscantate voor mezzo-sopraan, bariton, gemengd koor en orkest, naar Maikow (1883)

### Kamermuziek
- Adagio in F-groot – voor blaasoktet (1863-1864)
- Allegro in c-klein – voor pianosextet (1863-1864)
- Adagio molto in Es-groot – voor harp en strijkkwartet(1863-1864)
- Allegro vivace in Bes-groot – voor strijkkwartet (1863-1864)
- Andante molto in G-groot – voor strijkkwartet (1863-1864)
- Andante ma non troppo in e-klein – voor strijkkwartet (1863-1864)
- Allegretto in E-groot – voor strijkkwartet (1863-1864)
- Adagio in C-groot – voor blaaskwartet (1863-1864)
- Allegretto in D-groot – voor strijktrio (1863-1864)
- Strijkkwartet in Bes-groot – eendelig (1865)
- Strijkkwartet Nr. 1 in D-groot – op. 11 (1871)
- Serenade in D-groot voor de verjaardag van N.G. Rubinstein – voor dwarsfluit, twee klarinetten, hoorn, fagot en strijkkwartet (1872)
- Strijkkwartet Nr. 2 in F-groot - op. 22 (1874)
- Souvenir d’un lieu cher – op. 42, drie stukken voor viool en piano (1878)
- Strijkkwartet Nr. 3 in es-klein - op. 30 (1876)
- Pianotrio in a-klein - op. 50 À la mèmoire d’un grand artiste (1881-1882)
- Strijksextet in d-klein - op. 70 Souvenir de Florence – (1890; herzien 1891-1892)
- 4 Bewegingen voor strijkkwartet (1863-1864)

### Pianowerken
- Romance in f-klein, op. 5 (1868)
- Capriccio, op. 8 (1870)
- 3 stukken, op. 9 (1870)
- Nocturne en Humoreske, op. 10 (1871)
- 6 stukken, op. 19 (1870)
- 6 stukken naar één thema, op. 21 (1873)
- Sonate in G-groot, op. 37 (1878)
- De Seizoenen (1875-1876)
- Kinderalbum, op. 39 (1878)
- 12 stukken, op. 40 (1878)
- 6 stukken, op. 51 (1882)
- Doemka, op. 59 (1886)
- 18 stukken, op. 72 (1893)
- Sonate in cis-klein, op. posth.

### Geestelijke koormuziek
- Koorstukken (14) voor de Liturgie van Heilige Johannes Chrysostomos, op. 41 (1878)
- Koorstukken (17) voor de nacht- en ochtendviering, op. 52 (1881-1882)
- Liturgische koorstukken (9) (1884-1885)
- Hymne ter ere van de Heilige Cyrillus en de Heilige Methodius (1885)

### Liederen
- 6 liederen, op. 6 (1869)
- 6 liederen, op. 16 (1872)
- 6 liederen, op. 25 (1874)
- 6 liederen, op. 27 (1874)
- 6 liederen, op. 28 (1874)
- 6 liederen, op. 38 (1877)
- 7 liederen, op. 47 (1879)
- 16 liederen voor kinderen, op. 54 (1883)
- 6 liederen, op. 57 (1883)
- 12 liederen, op. 60 (1886)
- 6 liederen, op. 63 (1888)
- 6 liederen, op. 65 (1888)
- 6 liederen, op. 73 (1893)

## Vernoeming
- De in 1955 opgerichte stad Tsjaikovski in de kraj Perm – 20 km ten zuiden van zijn geboortestad Votkinsk – is genoemd naar de componist.

## Nederlandstalige literatuur
- ca. 1930 - Hugo van Dalen Tsjaikovski (Kruseman) Serie: Beroemde musici nr. 17. Digitale versie Delpher
- 1988 - Nina Berberova Tsjaikovski: biografie (De Arbeiderspers) Vertaald uit het Frans door Frans de Haan van Tchaïkovski (1987). Eerder verscheen van dit boek in 1948 een Nederlandse vertaling: Tsjaikówski: de geschiedenis van een eenzaam leven (A.J.G. Strengholt). Vertaald uit het Russisch, bewerkt en van aantekeningen voorzien door J.A. Leerink. Vertaling van: Cajkovskij: istorija odinokoj zizni (1936)
- 1995 - Theo Olof Mijn leven met Tsjaikovski (Strengholt)
- 1993 - Everett Helm Peter Iljitsj Tsjaikovski  (Contact) Vertaald uit het Duits door Oscar van den Wijngaard
- 1995 - Jeroen Koolbergen Tsjaikovski: 1840-1893: een componistenleven in beeld (Atrium)

## Films
- The Music Lovers, regie Ken Russell, 1971.[8]
- Tchaikovsky's Wife (Жена Чайковского), regie Kirill Serebrennikov, 2022.[9]